# Assedio di Emesa
L'assedio di Emesa venne effettuato dalle forze del Califfato Rashidun da dicembre 635 fino a marzo 636. Ne conseguì la conquista Islamica di Emesa, importante centro commerciale dell'Impero bizantino nel Levante.

## Contesto storico
Dopo una decisiva vittoria nella battaglia di Ajnadayn, l'esercito islamico conquistò Damasco dopo un lungo assedio nel settembre 634. L'armata continuò quindi la propria avanzata verso nord e, nel tardo 635, Abu Ubayda ibn al-Jarrah ordinò a Khalid ibn al-Walid e alla sua guardia di iniziare l'assedio di Emesa, a cui si unì in seguito con il grosso delle truppe. Le guarnigioni bizantine di Emesa e Qinnasrin proposero una tregua con l'esercito arabo. Venne concordato che Emesa avrebbe pagato 10 000 denari e spedito 100 robe di broccato. In cambio, l'armata islamica non avrebbe attaccato Emesa per un anno. Nel caso, tuttavia, arrivassero rinforzi romani per sostenere le guarnigioni, il patto sarebbe decaduto. Le porte di Emesa vennero aperte non appena la tregua venne firmata, lasciando libero movimento agli Arabi nei mercati di Emesa, supportando così l'economia delle grandi città Bizantine. La guarnigione di Qinnasrin (l'antica Calcide) stipulò un patto identico a quello di Emesa, confidando nell'arrivo di rinforzi inviati dall'imperatore Eraclio I a cui avrebbe seguito il ripudio dell'estorsione Araba. Gli eserciti islamici razziarono molte città nella Siria settentrionale, così come le città di Hama, Shayzar, Afamia (oggi Qalatul-Muzeeq) e Al Ma'arra (Ma'arrat-un-Numan). A seguito di questi attacchi, le quattro città si arresero all'esercito islamico ed accettarono di pagare la jizya.
Avvenne quando gli Arabi erano a Shayzar che ricevettero notizia del movimento di rinforzi bizantini in direzione di Qinnasrin ed Emesa. Ciò ovviamente condusse all'annullamento della tregua stabilita in precedenza. L'avvento della stagione invernale diede alle guarnigioni bizantine morale: nelle loro fortezze, sarebbero stati infatti meglio riparati dal freddo intenso rispetto agli Arabi, non abituati a queste condizioni atmosferiche e protetti solamente dalle loro tende.
Eraclio I scrisse ad Harbees, il governatore militare di Emesa:

## L'assedio
Abu Ubaidah decise di conquistare per prima Emesa, proteggendosi così le spalle prima di intraprendere ulteriori operazioni nella Siria settentrionale. In seguito, l'esercito islamico marciò su Emesa con la guardia personale di Khalid ibn al-Walid in testa. Giunti alla città, venne combattuta una breve schermaglia tra quest'ultima e la guarnigione cittadina. Gli Arabi respinsero l'avanguardia bizantina, costringendoli a riparare all'interno della fortezza. Abu Ubayda ibn al-Jarrah arrivò col resto delle truppe e le divise in quattro gruppi antistanti alle quattro porte di Emesa:
1. Porta Masdud (a sud ovest)
2. Porta Tadmur (a nord est)
3. Porta Duraib (a est)
4. Porta Hud (a ovest)

Emesa era una città fortificata di forma circolare con un diametro di circa un miglio, circondata da un fossato. Vi era inoltre una cittadella arroccata all'interno delle mura. All'esterno, si distendeva una fertile pianura, interrotta solamente dal fiume Oronte. Abu Ubaidah, assieme a Khalid e la sua guardia, si accampò sul lato nord, a breve distanza dalla Porta Rastan. L'assedio venne lasciato in mano a Khalid, che agì dunque come il comandante per gli Arabi in questa operazione. Giunse dicembre e l'inverno era al culmine. L'assedio continuava ed ogni giorno avvenivano schermaglie tra arcieri, senza ulteriori movimenti influenti. Le aspettative bizantine sulla supposta vulnerabilità delle truppe Arabe al freddo si dimostrarono corrette, ma meno del previsto. Si verificò a marzo del 636, quando l'inverno era ormai passato, l'azione decisiva che decise l'esito dell'assedio: Harbees decise di effettuare una sortita a sorpresa nella speranza di sconfiggere le truppe islamiche, dato che ormai la speranza che il freddo avesse convinto gli Arabi a desistere si rivelò vana. Le provviste scarseggiarono e, con l'avvento della primavera e del suo clima favorevole agli assedianti, gli Arabi avrebbero ricevuto rinforzi aumentando ulteriormente il loro vantaggio. All'alba di una mattina, la Porta Rastan si spalancò e 5000 uomini guidati da Harbees tentarono un attacco improvviso sull'esercito islamico. La velocità e la violenza dell'attacco colse gli Arabi di sorpresa e, nonostante questo fosse lo schieramento più corposo dei quattro dislocati, venne allontanato dalla posizione rapidamente occupata per la battaglia. Leggermente più indietro rispetto alla posizione precedente, gli Arabi riformarono le file e resistettero all'attacco bizantino, ma la pressione sempre maggiore a cui erano sottoposti avrebbe potuto creare il pericolo di una rotta generale. Abu Ubaidah inviò Khalid ibn al-Walid a riorganizzare l'esercito. Questi avanzò con la propria guardia, prese il comando degli Arabi sotto attacco e ne rafforzò la posizione per la battaglia. A seguito di queste misure difensive, Khalid prese l'offensiva e ricacciò lentamente ma inesorabilmente i Romani all'interno delle mura. La sortita si rivelò fallimentare.

## Conquista di Emesa
La mattina successiva Abu Ubaidah tenne un consiglio di guerra ed espresse la propria insoddisfazione riguardo alla rischiosa ritirata del giorno precedente, a cui Khalid rispose:
Abu Ubaidah chiese consiglio a Khalid, il quale gli espose il suo piano. La mattina successiva avrebbero eseguito una finta ritirata da Emesa dando così ai Bizantini l'impressione che gli Arabi stessero interrompendo l'assedio, ritirandosi verso sud. I Bizantini ne avrebbero sicuramente approfittato per colpire la retroguardia dell'esercito islamico e, in quel momento, le truppe avrebbero attaccato ed accerchiato l'esercito Bizantino, annichilendoli.
Agendo secondo il piano, all'alba seguente, gli Arabi interruppero l'assedio e manovrarono verso sud. Giudicandola un'ottima opportunità per dar loro il colpo finale, Harbees raccolse immediatamente 5000 guerrieri Bizantini e li guidò fuori dal forte per seguire i finti fuggiaschi. Lanciò la propria cavalleria in un rapido inseguimento per raggiungere le forze Arabe e colpirle alle spalle. L'esercito Bizantino incontrò quello Arabo a poche miglia da Emesa. Le prime file delle forze bizantine stavano quasi per investire gli "Arabi in fuga", quando costoro improvvisamente si rivolsero contro di loro e colpirono i loro nemici con ferocia. Non appena la manovra si verificò, Khalid lanciò un ordine a seguito del quale due gruppi a cavallo si staccarono dal grosso delle truppe, galopparono attorno ai fianchi dei Bizantini ancora sorpresi e li caricarono alle spalle. Rapidamente gli Arabi li circondarono da ogni lato. Si narra che Khalid, con un piccolo drappello dei guerrieri d'élite componenti la propria guardia personale, raggiunse il centro dello schieramento bizantino e vide Harbees che ancora stava combattendo. L'arabo tentò di raggiungerlo, ma venne intercettato da un gigantesco generale Bizantino che venne sconfitto ed ucciso a seguito di un duello. Nel momento in cui gli Arabi iniziarono il loro contrattacco, un gruppo di 500 cavalieri al comando di Ma'az ibn Jabal tornò ad Emesa per controllare che non ci fossero stati fuggitivi. Quando questi si avvicinarono ad Emesa, la spaventata popolazione civile ed i resti della guarnigione che non si unì all'inseguimento rapidamente si ritirò all'interno delle mura, chiudendone le porte. Ma'az sistemò i propri uomini fuori da queste, per evitare che gli accerchiati e gli assediati potessero unire le forze. È stato registrato che solo un centinaio di Bizantini riuscì a fuggire. Gli Arabi, al contrario, persero circa 235 uomini in tutta l'operazione, dall'assedio di Emesa fino al termine delle ostilità. Non appena i Bizantini guidati da Harbees vennero annichiliti, le truppe islamiche tornarono alla città per riprenderne l'assedio. Gli abitanti locali proposero la resa condizionata che venne accettata da Abu Ubaidah. Si era a metà marzo del 636. Gli abitanti pagarono la Jizya al tasso di un dinar a persona, ristabilendo così la pace.

## Conseguenze
Poco dopo la resa di Emesa, gli Arabi avanzarono ancora verso nord, tentando di sottomettere tutta la Siria settentrionale, incluse Aleppo e Antiochia. Superarono Hama ed arrivarono a Shayzar. Qui, un convoglio romano che avrebbe dovuto portare provviste a Qinnasrin assieme ad un'esigua scorta venne intercettato e catturato da Khalid. I prigionieri vennero interrogati, rivelando così alcune preziose informazioni sulla strategia di Eraclio I e la concentrazione dell'esercito bizantino ad Antiochia. Gli Arabi incontrarono i loro nemici nell'agosto del 636 sulle pianure di Yarmuk dove l'esercito islamico vinse una battaglia decisiva contro i Romani nell'omonima battaglia.